# Trifonov Point
Der Trifonov Point (englisch; bulgarisch Трифонов нос Trifonow nos) ist eine Landspitze im Südosten von Elephant Island im Archipel der Südlichen Shetlandinseln. Sie liegt 3,85 km nordöstlich des Cape Lookout sowie 4,5 km südwestlich des Endurance Point und bildet die nordöstliche Begrenzung der Einfahrt zur Zlatni Pyasatsi Cove.
Britische Wissenschaftler kartierten sie 2009. Die bulgarische Kommission für Antarktische Geographische Namen benannte sie 2019. Namensgeber ist Kapitän Christo Trifonow, Schiffsführer der Trawler Rotalia und Aktinia, die in den Gewässern um Südgeorgien von Dezember 1983 bis August 1984 bzw. von Dezember 1984 bis Juli 1985 operiert hatten.